# یانگ فادرز
یانگ فادرز (انگلیسی: Young Fathers) گروه موسیقی سه نفره اسکاتلندی در سبک هیپ هاپ آلترناتیو است که آلبوم مُرده این گروه در بیست و دومین دوره جایزه موسیقی مرکوری در لندن جایزه بهترین آلبوم دوازده ماه گذشته را به دست آورد.